# قرار مجلس الأمن التابع للأمم المتحدة رقم 1165
قرار مجلس الأمن التابع للأمم المتحدة رقم 1165، الذي تم تبنيه بالإجماع في 30 أبريل 1998، بعد التذكير بالقرار 955 (1994)، أنشأ المجلس غرفة محاكمة ثالثة في المحكمة الجنائية الدولية لرواندا.
وأشار مجلس الأمن إلى أن القرار 955 سمح بزيادة عدد غرف المحاكمة والقضاة في المحكمة الجنائية الدولية لرواندا. وأكد من جديد أن محاكمة المسؤولين عن انتهاكات القانون الإنساني الدولي في رواندا ستساعد في تحقيق السلام والمصالحة. كما أن هناك حاجة إلى تعزيز النظام القضائي الرواندي حيث كان هناك العديد من الأشخاص في انتظار المحاكمة.
وبموجب الفصل السابع من ميثاق الأمم المتحدة، أنشأ المجلس دائرة محاكمة ثالثة في المحكمة الجنائية الدولية لرواندا، وأن الانتخابات للدوائر الابتدائية ستجرى في نفس التاريخ، لفترة عضوية تنتهي في 24 أيار / مايو 2003. سيبدأ القضاة فترة عملهم في أقرب وقت ممكن بعد الانتخابات. وشجع المحكمة الجنائية الدولية لرواندا على المزيد من أوجه الكفاءة وطُلب من الأمين العام كوفي عنان اتخاذ الترتيبات اللازمة لتسهيل سير عمل المحكمة بفعالية.

## روابط خارجية
- نص القرار في undocs.org